# Жінка на пляжі
«Жінка на пляжі» (англ. Female on the Beach) — американська кримінальна мелодрама режисера Джозефа Півні 1955 року.

## Сюжет
Лінн Маркем переїжджає в пляжний будиночок свого колишнього чоловіка на наступний день після того, як його колишня мешканка — Елоїза Кренделл — падає (або скинута) з прибережної скелі. До того ж Лінн виявляє, що в її новій оселі влаштувалися (і почувають себе «як удома») її агент з нерухомості і м'язистий сусід по пляжу по імені Драммонд Гол. Лінн розуміє, що її хочуть вижити з будиночка, але не знаходить у собі сил чинити опір мужній чарівності Голу. І вона до цих пір так і не з'ясувала обставин загибелі Елоїзи.

## У ролях
- Джоан Кроуфорд — Лінн Маркем
- Джефф Чандлер — Драммонд Гол
- Джен Стерлінг — Емі Роулінсон
- Сесіл Келлауей — Осберт Соренсон
- Джудіт Евелін — Елоїза Кренделл
- Чарльз Дрейк — лейтенант поліції Гейллі
- Наталі Шафер — Квіні Соренсон
- Стюарт Рендолл — Франковіч
- Марджорі Беннетт — місіс Мерчісон
- Ромо Вінсент — Піт Гомес